# Pere Molina
Pere Molina Monreal (Barcelona, 15 de marzo de 1956) es un actor, actor de doblaje y locutor español.

## Biografía
Criado en Pueblo Seco, sus comienzos como actor se producen en la calle, como mimo y haciendo teatro callejero en las Ramblas de Barcelona, e incluso en Alemania. Tras no aprobar el examen de ingreso al Instituto del Teatro, decide seguir formándose como actor. Decide probar suerte en el doblaje y tras pedir una prueba en los estudios "Voz de España" de Barcelona, con 28 años, consigue su primer papel importante, que sería doblando a Jeremy Irons en la serie "Los amores de Lydia", en 1984.
Durante un periodo de dos años, decide dejar su trabajo como actor de doblaje hasta que vuelve a reincorporarse a la profesión. Desde entonces, desarrolla una fructífera carrera en doblaje -que ya abarca más de 35 años de profesión-; ha realizado multitud de trabajos destacables y reconocidos: Gary Oldman en "Drácula, de Bram Stoker", Denzel Washington en "Training Day", Andy García en "El padrino III"; Ray Liotta en "Uno de los nuestros", Jean-Claude Van Damme en "JCVD", Chris Cooper en "Syriana", Billy Bob Thornton en "Bandits", Jeff Daniels en "Deuda de sangre", Sean Bean en "Troya", Robert Downey Jr. en "Chaplin", Gary Sinise en "Forrest Gump", John Turturro en "Barton Fink", y un largo etcétera. Y para animación, por ejemplo, dobló a Randall en "Monstruos,S.A.". Ha doblado en más de 1500 películas y series, tanto en castellano como en catalán.
Es la voz habitual de actores como Denzel Washington, Gary Oldman, Andy García, Jean-Claude Van Damme, Ted Danson, Woody Harrelson, Gary Sinise, Nicolas Cage, Val Kilmer, Bill Paxton y John Turturro.
Como curiosidad, iba a doblar la versión anciana de Gary Oldman de "Drácula, de Bram Stoker", pero el cliente decidió que lo haría otro actor distinto para que se notara el contraste que Gary Oldman sí lograba en la versión original; ese actor asignado fue Claudio Rodríguez. Cuando Molina vio a Claudio grabar el papel, lo vio claro. Aun así, Pere Molina, en el doblaje catalán, hace las dos versiones: La anciana y joven.
También ha trabajado como actor: En teatro, trabajó en el montaje de "Otello" a las órdenes de Mario Gas, por ejemplo. En televisión, ha participado en series como "El comisario", "Física o Química", "La Riera", "El cor de la ciutat", "Hospital Central". Y en películas como "Fumata blanca" o "Lola".
Desde hace muchos años, presta su voz a infinidad de campañas publicitarias. Además, suele grabar audio-libros.